# Louis Langlois
Louis Langlois (1862 - 1945) was een Belgisch componist.

## Levensloop
Louis Langlois werd op 11 februari 1862 geboren in Lens, décédé dans la région de Ath en Belgique le 11 novembre 1945. Il a épousé en premières noces dame Emma Mathieu. De cette union est née Rachelle Ambroisie Louisa Félicie Langlois. En secondes noces, Louis a épousé dame Marthe Gosselin. De cette union sont nés Ludo Jean Émile Langlois et Théo Marc Léon Langlois. Ses trois enfants étaient eux aussi musiciens. Hij componeerde werken voor het muziektheater, vocale muziek, kamermuziek, maar vooral voor harmonie- en fanfareorkesten.

## Composities
Langlois componeerde werken voor het muziektheater, vocale muziek, kamermuziek, maar vooral voor harmonie- en fanfareorkesten.

### Werken voor harmonie- of fanfareorkest
- 1880 Ma Patrie !, klassieke ouverture
- 1887 Pommeroeul, Pas redoublé
- 1945 Les Exiles - Grande ouverture de concours
- 2e Grande Ouverture
- Fantaisie sur Lohengrin
- Floris en Blancefloor
- Grand Air Varié, voor bariton (of trombone, of eufonium, of tuba) en harmonie- of fanfareorkest
- Grand Ouverture
- Holland's Glorie
- La Princesse Enchantée, ouverture

### Muziektheater

#### Opera's
| Voltooid in | titel             | aktes       | première | libretto                                   |
| ----------- | ----------------- | ----------- | -------- | ------------------------------------------ |
| 1900        | Le Médecin volant | 3 bedrijven |          | A. Van Rutten naar een verhaal van Molière |

#### Toneelmuziek
- 1907 Le Médecin-Valet - tekst: Léon Attenelle naar een verhaal van Molière

### Vocale muziek

#### Liederen
- 1909 Noces d'argent, voor zangstem en piano - tekst: van de componist
- 1928 Belle Italie, One Step voor zangstem en piano (samen met: L. Frings) - tekst: Paul Max en Jeff Orban

### Kamermuziek
- Grand Air Varié, voor bariton (of trombone, of eufonium, of tuba) en piano